# 达尼耶尔·普雷穆什
达尼耶尔·普雷穆什（1981年4月15日—），克罗地亚、意大利男子水球运动员。他曾代表克罗地亚意大利参加2004年和2012年夏季奥林匹克运动会水球比赛，其中2012年奥运会获得一枚银牌。